# USS Enterprise XCV 330
De USS Enterprise XCV 330 was een fictief ruimteschip uit Star Trek: The Motion Picture en de serie Star Trek: Enterprise.

## Enterprise XCV 330
De USS Enterprise XCV 330 was een Declaration-klasse ruimteschip van de Verenigde Staten of de Verenigde Aarde, en werd gelanceerd in 2123. Het ontwerp was gebaseerd op Vulcan-ruimteschepen: een centrale cilinder met daaromheen twee grote ringen. De maximumsnelheid was warp 2, waarmee het in die tijd het snelste ruimteschip van de Aarde was.